# Melgund Castle

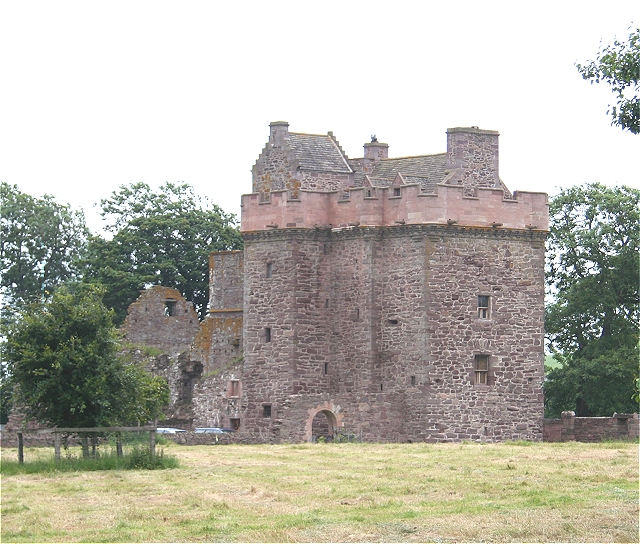
Melgund Castle 2006. Die restaurierten Zinnen wurden aus Steinen gebaut, die aus einem extra eröffneten Steinbruch in der Nähe stammen

Melgund Castle ist eine Niederungsburg etwa 2 km östlich des Dorfes Aberlemno in der schottischen Council Area Angus. Die teilrestaurierte Burg aus dem 16. Jahrhundert dient heute als Privathaus.

## Geschichte
Verbreitet ist die Ansicht, dass Kardinal David Beaton die Burg 1543 als Wohnsitz für sich selbst und seine Mätresse, Margaret Ogilvy, bauen ließ. Aber Charles McKean meint, dass die Arbeiten in den 1540er-Jahren lediglich ein Umbau eines früheren Gebäudes gewesen seien.
Viel später fiel die Burg durch Heirat an die Earls of Minto, denen der Titel Viscount Melgund verliehen wurde, den derzeit der Erbe des Earldoms trägt.
Zwischen 1990 und 1996 wurden an der Burg archäologische Untersuchungen durchgeführt. Lange war Melgund Castle halb eine Ruine, der das Dach fehlte, bis es von den Architekten um Benjamin Tidall teilrestauriert wurde.

## Beschreibung
Das Gebäude wurde so gebaut, dass es aussieht wie ein Flügel aus dem 16. Jahrhundert, der an einen Turm aus dem Ende des 15. Jahrhunderts angebaut wurde, auch wenn es scheint, dass das gesamte Gebäude erste Mitte des 16. Jahrhunderts entstand.
Das Gebäude besteht aus einem Tower House mit L-förmigem Grundriss, vier Vollgeschossen und einem Dachgeschoss, an den ein zweistöckiger Flügel angebaut wurde. Das Erdgeschoss hat Gewölbedecken und die Brüstung oben springt hervor. Ein Türsturz der Burg trägt ein Wappen und die Initialen „D.B.“
Historic Scotland hat Melgund Castle als historisches Bauwerk der Kategorie A gelistet.